# Peter Aldous
Peter James Guy Aldous (né le 26 août 1961) est un homme politique du Parti conservateur. Ancien géomètre, élu par intermittence membre du conseil de district correspondant à sa circonscription ultérieure, puis chef de groupe adjoint du parti du parti de l'opposition officielle au conseil de comté de Suffolk, il est député de la circonscription de Waveney dans le Suffolk de 2010 à 2024.

## Biographie
Peter Aldous est né à Ipswich dans le Suffolk. Il passe la majeure partie de sa vie dans le nord du comté. Sa famille possède des fermes près d'Ipswich et du bourg de Halesworth. Il fait ses études à la Harrow School et obtient un diplôme en gestion des terres de l'Université de Reading en 1982.
Avant son élection, Aldous est géomètre agréé à Norwich. C'est un joueur passionné de squash. Il soutient le Ipswich Town FC.

## Carrière politique
Il est élu conseiller du conseil de district de Waveney en 1999 pour un mandat jusqu'en 2002. Il est membre du conseil du comté de Suffolk entre 2001 et 2005 et chef adjoint du groupe conservateur de 2002 à 2005 ,.
Aldous est choisi pour se présenter aux Élections générales britanniques de 2005 comme candidat du Parti conservateur pour Waveney mais perd face au travailliste Bob Blizzard  Il se présente de nouveau aux Élections générales britanniques de 2010, obtenant cette fois 40,2% des suffrages et remportant le siège avec une majorité de 769 voix .
Aldous est opposé au Brexit avant le référendum de 2016.